# 쇼나이정 (아이치현)
쇼나이정(庄内町)은 아이치현 니시카스가이군에 설치되었던 정이다. 현재의 나고야시 니시구에 해당한다.